# Crumpton
Crumpton es un lugar designado por el censo ubicado en el condado de Queen Anne en el estado estadounidense de Maryland. En el Censo de 2020 tenía una población de 496 habitantes y una densidad poblacional de 183,03 habitantes por km². Fue incluido como CDP en el censo de 2020. 

## Geografía
Crumpton se encuentra ubicado en las coordenadas 39°14′29″N 75°55′18″O / 39.24139, -75.92167. Según la Oficina del Censo de los Estados Unidos,  tiene una superficie total de 2,71 km², de la cual 2,43 km² corresponden a tierra firme y 0,28 km² a agua.